# Carl Momberg
Carl Momberg (* 20. Februar 1901 in Braunschweig; † 15. März 1988 ebenda) war ein deutscher Opernsänger (Bariton) und Regisseur.

## Leben
Momberg arbeitete bis 1924 in der Konstruktion von Rechenmaschinen, bevor er in seiner Heimatstadt eine Ausbildung als Sänger absolvierte. In Braunschweig trat er erstmals 1926 auf. Von 1928 bis 1930 studierte er am Leipziger Konservatorium. Er spielte an Theatern in Görlitz, Halle und Weimar, trat bei den Händel-Festspielen in Halle und bei den Schlesischen Musikfesten auf. Von 1933 bis 1967 war er am Staatstheater Braunschweig engagiert, wo er als lyrischer Bariton in zahlreichen Opern und Operetten mitwirkte. Er war seit 1950 auch als Opernregisseur tätig und wirkte als Gesangslehrer. Zu seinen Schülern zählte Hans Günter Nöcker. Er wurde zum Ehrenmitglied des Staatstheaters Braunschweig ernannt.